# U.S. Route 24
Pour les articles homonymes, voir Route 24.
La U.S. Route 24 (US 24) est l'une des US Routes originales de 1926. Elle reliait, à l'origine, Kansas City, Missouri à Pontiac, Michigan. Elle a été prolongée jusqu'à Minturn, Colorado, à la jonction avec l'I-70. Du côté du terminus est, elle a été un peu prolongée vers le nord-ouest.

## Description du tracé
|       | mi       | km       |
| ----- | -------- | -------- |
| CO    | 327,18   | 526,55   |
| KS    | 435,95   | 701,59   |
| MO    | 215,56   | 346,91   |
| IL    | 255,13   | 410,59   |
| IN    | 166,85   | 268,52   |
| OH    | 83,33    | 134,11   |
| MI    | 79,83    | 128,47   |
| Total | 1 563,82 | 2 516,72 |

### Colorado

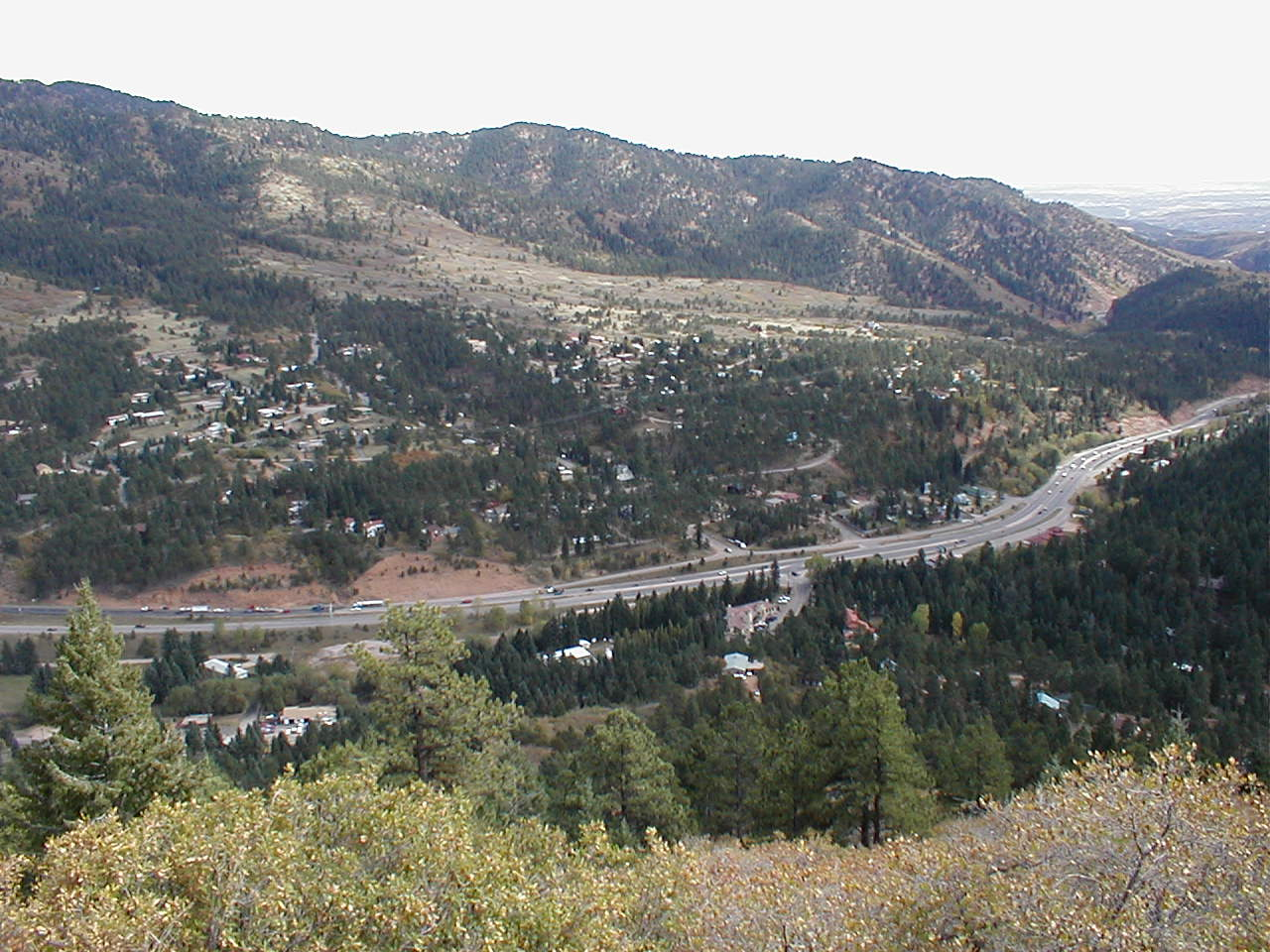
US 24 vue vers Cascade, Colorado, depuis Pikes Peak Highway

Au Colorado, la US 24 débute à l'échangeur avec l'I-70 et la US 6 près de Minturn. À partir de cet échangeur, la US 24 se dirige vers le sud-est en passant par Minturn et continue jusqu'à la ligne continentale de partage des eaux au Col Tennessee. Elle se poursuit vers le sud jusqu'à Johnson Village et rejoint la US 285 jusqu'au Col Trout Creek. Après le col, la US 24 se sépare de la US 285 et continue vers l'est jusqu'à Colorado Springs, puis, vers le nord-est jusqu'à Limon où elle rejoint l'I-70 pour la majeure partie de son trajet restant au Colorado.
Lorsque le réseau des US Routes a été créé en 1926, le tracé de la US 24 au Colorado était numéroté US 40S. Elle débutait à Grand Junction et empruntait le corridor de l'actuelle I-70 jusqu'à Minturn, à partir de quoi la route empruntait le corridor actuel de la US 24 jusqu'à Limon. Entre Limon et la frontière avec le Kansas, l'actuelle US 24 était numérotée US 40N. La US 40S et la US 40N ont reçu le numéro US 24 en 1936, lorsque la US 24 a été prolongée vers l'ouest depuis Kansas City, Missouri. Le segment entre Grand Junction et Minturn a été déclassé en 1975.

### Kansas
Au Kansas, la US 24 entre depuis le Colorado à l'ouest de Kanorado. Elle forme un multiplex avec l'I-70 sur 45 miles (72 km) jusqu'à Colby. La US 24 ne rencontre pas l'I-70 avant Kansas City. La US 24 traverse de grandes régions rurales et passe par très peu de villes. La première ville d'importance qu'elle croise est Manhattan. Elle passe au nord de Topeka et atteint les limites ouest de Kansas City. Elle entre dans la ville en multiplex avec l'I-70 jusqu'à la frontière avec le Missouri.
La numérotation originale de la US 24 au Kansas était US 40N. Elle débutait à la frontière du Colorado jusqu'à Manhattan. C'est en 1936 que la US 24 a reçu sa numérotation actuelle après avoir été prolongée depuis Kansas City.

### Missouri
Au Missouri, la US 24 dessert Kansas City, Independence, Buckner, Lexington, Waverly, Carrollton, Keytesville, Moberly, Madison, Monroe City, Palmyra et West Quincy. Elle débute à Kansas City en multiplex avec l'I-70 et s'en sépare rapidement. Elle traverse le nord de Kansas City et sort de l'agglomération. Elle longe la rivière Missouri et la traverse en multiplex avec la US 65. À Monroe City, elle se joint à la US 36 et s'en sépare à l'ouest de Hannibal. Elle rejoint la US 61 entre Palmyra et Taylor pour enfin atteindre le fleuve Mississippi qu'elle traverse, marquant également la frontière avec l'Illinois.

### Illinois
Entrant en Illinois, la US 24 emprunte la paire de ponts suspendus Bayview Bridge (direction ouest) et le plus vieux Quincy Memorial Bridge (direction est) au-dessus du fleuve Mississippi à Quincy. Elle constitue l'artère principale entre Quincy et Peoria. Entre ces villes, elle devient parallèle à la rivière Illinois et passe par Mount Sterling, Rushville et Mapleton. Elle contourne Peoria par le sud en traversant la rivière en multiplex avec l'I-474. Elle traverse alors East Peoria et se dirige vers l'est. Elle passe par Eureka, El Paso, Chenoa, Gilman et Watseka, en direction de la frontière avec l'Indiana. Elle entre en Indiana à l'est de Sheldon.

### Indiana
En Indiana, la US 24 entre dans l'état à l'ouest de Kentland. Elle passe par Logansport et Wabash avant d'atteindre Huntington. Là, elle bifurque vers le nord-est et se dirige vers Fort Wayne. Elle contourne la ville en formant un multiplex avec l'I-69 suivie par l'I-469. Elle continue vers le nord-est en passant au nord de Woodburn. Un peu après, elle traverse la frontière avec l'Ohio.

### Ohio
Depuis Fort Wayne, la US 24 suit le tracé de la rivière Maumee vers Toledo. En Ohio, la route entre dans l'état à l'est de Woodburn, Indiana, près d'Antwerp. Entre la frontière avec l'Indiana et Toledo, la route passe par Defiance et Napoleon. Elle atteint ensuite Maumee et continue vers le nord-est en traversant ensuite le nord-ouest de Toledo. C'est au nord de Toledo qu'elle traverse la frontière avec le Michigan. Elle adopte aussi une orientation vers le nord-est sur le reste de son parcours.

### Michigan
Au Michigan, la US 24 entre dans l'état depuis Toledo, Ohio. Elle dessert Monroe puis Metro Detroit. Elle continue vers le nord en passant par les limites ouest de Détroit. Elle traverse le Michigan's "mixing bowl", lequel est l'échangeur où se rencontrent l'I-696, la M-10 et Lahser Road. La US 24 continue vers le nord sur Telegraph Road en formant la frontière entre Waterford et Pontiac, jusqu'à son intersection avec Dixie Highway où elle se dirige vers le nord-ouest jusqu'à son terminus à la jonction avec l'I-75 à Independence Township.

## Intersections majeures
Colorado
 I-70 / US 6 au nord-ouest de Minturn
 US 285 à Johnson Village. Les routes forment un multiplex jusqu'à Antero Junction.
 I-25 / US 85 / US 87 à Colorado Springs. Les routes forment un multiplex dans la ville.
 US 40 / US 287 à Limon. Les routes forment un multiplex jusqu'à l'est de Limon.
 I-70 à Limon
 I-70 à l'est de Limon. Les routes forment un multiplex jusqu'à Seibert.
 US 385 à Burlington. Les routes forment un multiplex dans la ville.
 I-70 à Burlington. Les routes forment un multiplex jusqu'au sud-ouest de Levant, Kansas.
Kansas
 US 83 au sud-est de Gem
 US 283 à Hill City
 US 183 à Stockton
 US 281 à Osborne. Les routes forment un multiplex jusqu'au sud de Portis.
 US 81 à l'est de Glasco
 US 77 à Riley. Les routes forment un multiplex jusqu'à l'est de Riley.
 US 75 à Topeka
 US 59 à Williamstown. Les routes forment un multiplex jusqu'à Lawrence.
 US 40 à Lawrence. Les routes forment un multiplex jusqu'à Kansas City, Missouri.
 US 73 aux limites entre Kansas City et Bonner Springs. Les routes forment un multiplex jusqu'à Bonner Springs.
 I-70 à Bonner Springs. Les routes forment un multiplex jusqu'à Kansas City, Missouri.
 I-435 aux limites entre Kansas City et Edwardsville
 I-635 à Kansas City
 US 69 à Kansas City. Les routes forment un multiplex dans la ville.
 I-670 à Kansas City
 US 169 à Kansas City. Les routes forment un multiplex jusqu'à Kansas City, Missouri.
Missouri
 I-35 à Kansas City. Les routes forment un multiplex dans la ville.
 I-29 / I-35 / I-70 / US 40 / US 71 à Kansas City
 I-435 à Kansas City
 US 65 à l'est de Waverly. Les routes forment un multiplex jusqu'à Carrollton.
 US 63 à Moberly
 US 36 à Monroe City. Les routes forment un multiplex jusqu'au nord-est de Rensselaer.
 US 61 au sud de Palmyra. Les routes forment un multiplex jusqu'à Taylor.
Illinois
 I-172 au sud de Bloomfield
 US 67 à Rushville
 US 136 au nord-est de Beaty. Les routes forment un multiplex jusqu'à Duncan Mills.
 I-474 aux limites entre Peoria et Bartonville. Les routes forment un multiplex jusqu'à Creve Coeur.
 US 150 à East Peoria. Les routes forment un multiplex dans la ville.
 I-74 à East Peoria
 I-39 / US 51 à El Paso
 I-55 à Chenoa
 I-57 à Gilman
 US 45 à Gilman. Les routes forment un multiplex dans la ville.
 US 52 à Sheldon. Les routes forment un multiplex jusqu'à Kentland, Indiana.
Indiana
 US 41 à Kentland
 US 231 à Remington. Les routes forment un multiplex jusqu'à Wolcott.
 I-65 à l'est de Remington
 US 421 à Reynolds. Les routes forment un multiplex jusqu'à Monticello.
 US 35 à l'ouest de Logansport. Les routes forment un multiplex jusqu'au sud-est de Logansport.
 US 31 à Peru Township
 US 224 à Huntington
 I-69 / US 33 à Fort Wayne. Les routes forment un multiplex dans la ville.
 US 30 à Fort Wayne. Les routes forment un multiplex jusqu'à l'est de New Haven.
 US 27 à Fort Wayne
 I-469 à Fort Wayne. Les routes forment un multiplex jusqu'à l'est de New Haven.
Ohio
 US 127 à Emerald Township
 US 6 à Napoleon Township. Les routes forment un multiplex jusqu'à Liberty Township.
 I-475 / US 23 à Maumee
 US 20 à Maumee
 I-75 à Toledo
Michigan
 I-275 à Ash Township
 I-94 à Taylor
 US 12 à Dearborn
 I-96 à Redford Charter Township
 I-696 à Southfield
 I-75 à Springfield Township

## Routes auxiliaires
- US 224, route ouest-est reliant Huntington, Indiana à New Castle, Pennsylvanie, en passant par l'Ohio.